# Олівер Штрунц
Олівер Штрунц (нім. Oliver Strunz, нар. 14 червня 2000) — австрійський футболіст, нападник «Рапіда» (Відень).

## Клубна кар'єра
Розпочинав займатись футболом у клубі «Ферст Вієнна», з якого у січні 2009 року перейшов у молодіжну команду «Рапіда», де згодом пройшов усі вікові групи академії. У березні 2018 року дебютував за резервну команду проти віденського «Карабаха» (0:0) у Регіональній лізі. За підсумками сезону 2019/20 він вийшов з командою до Першої австрійської ліги, де дебютував у жовтні 2020 року в грі проти «Форвертса» (Штейр), в якій забив гол, принісши своїй команді нічию 1:1.
Перед сезоном 2021/22 був переведений до першої команди клубу. 16 липня 2021 року дебютував за «Рапід» в матчі Кубка Австрії проти клубу «Вінер Вікторія» (6:0), а 5 серпня дебютував і у єврокубках, зігравши у матчі кваліфікації Ліги Європи з кіпрським «Анартосісом» (3:0).

## Виступи за збірні
В травні 2017 року Штрунц дебютував за юнацьку збірну Австрії U-17 в грі проти однолітків зі Швейцарії (2:4), забивши два голи, після чого у період з вересня 2017 року по березень 2018 року Олівер провів три гри за збірну до 18 років.
У червні 2021 року Штрунц дебютував у молодіжній збірній Австрії в грі проти Естонії (2:0) у відборі на молодіжне Євро-2023.